# خوسيه لويس سامبيدرو
خوسيه لويس سامبيدرو (بالإسبانية: José Luis Sampedro) (برشلونة، 1 فبراير 1917 - مدريد، 8 أبريل 2013) كاتب، وإنساني، واقتصادي إسباني من المدافعين عن اقتصاد «أكثر إنسانيّة، وأكثر تضامن، قادر على المساهمة في الحفاظ على كرامة الشعوب». في 2010 تم منحه وسام الفنون والآداب في إسبانيا من قبل مجلس الوزراء «لمسيرته الأدبيّة المميزة ولتفكيره الملتزم مع قضايا عصره». ومنح أيضاً في 2011 الجائزة الوطنيّة الإسبانيّة للآداب.

## روابط خارجية
- خوسيه لويس سامبيدرو على موقع IMDb (الإنجليزية)
- خوسيه لويس سامبيدرو على موقع ميوزك برينز (الإنجليزية)